# Distrito electoral de Lexington (condado de Dawson, Nebraska)
Lexington (en inglés: Lexington Precinct) es un distrito electoral ubicado en el condado de Dawson en el estado estadounidense de Nebraska. En el Censo de 2010 tenía una población de 925 habitantes y una densidad poblacional de 8,22 personas por km².

## Geografía
Lexington se encuentra ubicado en las coordenadas 40°47′31″N 99°47′49″O / 40.79194, -99.79694. Según la Oficina del Censo de los Estados Unidos, Lexington tiene una superficie total de 112.48 km², de la cual 111.7 km² corresponden a tierra firme y (0.69%) 0.77 km² es agua.

## Demografía
Según el censo de 2010, había 925 personas residiendo en Lexington. La densidad de población era de 8,22 hab./km². De los 925 habitantes, Lexington estaba compuesto por el 71.14% blancos, el 2.49% eran afroamericanos, el 1.19% eran amerindios, el 0.43% eran asiáticos, el 0.32% eran isleños del Pacífico, el 21.41% eran de otras razas y el 3.03% pertenecían a dos o más razas. Del total de la población el 41.19% eran hispanos o latinos de cualquier raza.